# جي. فيرنون شي
جي. فيرنون شي (بالإنجليزية: J. Vernon Shea)‏ (1912، دايتون في الولايات المتحدة - 1981)؛ كاتب، شاعر وروائي أمريكي.